# ایکی کاجیوارا
ایکی کاجیوارا (انگلیسی: Ikki Kajiwara; ۴ سپتامبر ۱۹۳۶ – ۲۱ ژانویهٔ ۱۹۸۷) رمان‌نویس، فیلم‌نامه‌نویس، مانگاکا، و تهیه‌کننده فیلم اهل ژاپن بود.